# Aeroportul Yandicoogina
Aeroportul Yandicoogina (IATA: YNN) este un aeroport din Australia de Vest, Australia.
aeroportul dispune de o singură pistă.